# Eugene William Oates
Pour les articles homonymes, voir Oates.
Eugene William Oates est un naturaliste britannique, né le 31 décembre 1845 en Sicile et mort le 16 novembre 1911.
Il fait ses études à Bath. Il devient fonctionnaire au département des travaux publics en Inde et en Birmanie de 1867 à 1899. Il se retire en Grande-Bretagne. Il réalise alors un catalogue des œufs des collections du Natural History Museum de Londres. Il est le secrétaire du British Ornithologists' Union de 1898 à 1901.

## Liste partielle des publications
- A handbook to the birds of British Burmah including those found in the adjoining state of Karennee. (Vol II. R.H. Porter, Londres, 1883).
- A manual of the Game Birds of India. (Vol. II, p. 139-146. Cambridge : Bombay, 1899).
- Avec William Thomas Blanford (1832-1905), Fauna of British India (birds)[1] (quatre volumes, Taylor & Francis, Londres, 1889-1898).

## Espèces dédiées
Liste non exhaustive.
- Argyrophis oatesii (Boulenger, 1890), un serpent de la famille des Typhlopidae
- Hoplophrys oatesi Henderson (en), 1893, un crustacé de la famille des Epialtidae
- Hypoctonus oatesii Pocock, 1900, un uropyge de la famille des Thelyphonidae

## Sources
- Traduction de l'article de langue anglaise de Wikipédia (version du 16 décembre 2005).
- Bo Beolens et Michael Watkins (2003). Whose Bird ? Common Bird Names and the People They Commemorate. Yale University Press (New Haven et Londres).